# Eremostachys lanata
Eremostachys lanata là một loài thực vật có hoa trong họ Hoa môi. Loài này được Jamzad mô tả khoa học đầu tiên năm 1987.